# We Butter the Bread with Butter
We Butter the Bread with Butter (abgekürzt WBTBWB) ist eine deutsche Deathcore-Band aus Berlin, die 2007 von Marcel „Marcie“ Neumann und Tobias „Tobi“ Schultka gegründet wurde.

## Geschichte
Die Bandgründer Marcel Neumann, vorher Gitarrist bei Martin Kesici, und Tobias Schultka arbeiteten schon einige Zeit zusammen, hatten jedoch erst in den Semesterferien 2008 Zeit, ein Album aufzunehmen.
Vom Debütalbum Das Monster aus dem Schrank wurden anfangs 100 Stück in Eigenregie gepresst und selbst vertrieben. Das Album wurde anschließend am 21. November 2008 bei dem Label Redfield Records aufgelegt und veröffentlicht. Zeitgleich erschien es auch in Nordamerika.
Die Band vertont unter anderem Kinderlieder neu. Auf der „Infiziert-Tour“ 2008 waren sie gemeinsam mit der Metalcore-Band Callejon und der Post-Hardcore-Band The Parachutes überregional unterwegs. Des Weiteren spielte die Band Konzerte mit A Day to Remember. Danach widmete sie sich der Produktion ihres zweiten Albums. Es trägt den Titel Der Tag an dem die Welt unterging und erschien am 14. Mai 2010 in Europa, den USA und Japan.
Im Verlauf der Produktion des neuen Albums stießen drei neue Musiker zu WBTBWB. Kenneth Iain Duncan übernahm den Posten als zweiter Gitarrist, Maximilian Pauly Saux spielte von nun an den Bass und Can Özgünsür war der erste Schlagzeuger der Band.
Im Juli 2010 entschied sich Tobias Schultka, aus der Band auszusteigen, da er sich auf andere Dinge in seinem Leben konzentrieren wollte.
Von 2010 bis 2012 spielte die Band diverse Shows. Bandgründer und Gitarrist Marcel Neumann zählt den spontanen Support für Slipknot in der Columbiahalle Berlin am 21. Juni 2011 und den Support bei der Get-Infected-Europa-Tour 2012 von Caliban zu ihren Höhepunkten jener Zeit.
Am 22. November 2012 startete die Band eine Kampagne auf der Crowdfunding-Plattform Pledge zur Finanzierung ihres dritten Albums, einer neuen EP sowie weiterer Projekte. Nach Erreichen des zuvor ausgegebenen Ziels von 400 Vorbestellungen wurde die EP mit dem Titel Projekt Herz am 18. Dezember 2012 auf PledgeMusic zum Download bereitgestellt. Die Veröffentlichung der LP, die für Anfang 2013 angekündigt war, verschob sich hingegen aufgrund eines Produzentenwechsels. Gemäß einer Videoankündigung, in der sich die Bandmitglieder im Stil der Charaktere der Fernsehserie South Park präsentierten, erschien das Album Goldkinder am 9. August 2013.
Am 22. Mai 2015 erschien das nunmehr vierte Album Wieder Geil! bei ihrem neuen Label AFM Records, mit einer darauf folgenden Europa-Tour.
Am 20. Januar 2017 erschien die Single Klicks. Likes. Fame. Geil!, im dazugehörigen Video setzt sich die Band kritisch mit dem Verhalten vieler User im Social-Media-Bereich auseinander. In den darauffolgenden zwei Jahren wurde es, von einzelnen Festival-Auftritten abgesehen, ruhig um We Butter the Bread with Butter. Am 12. April 2019 machte Sänger Paul Bartzsch seinen Ausstieg aus der Band bekannt. Nur wenige Monate später veröffentlichte die Band ein kurzes Statement auf Facebook, das die Rückkehr von Tobias Schultka bestätigte. Schließlich wurde am 30. November die nächste Single mit dem Namen Dreh auf! veröffentlicht.
Anschließend wurde es ruhig um die Band, bis sie im Frühjahr 2021 eine Coverversion des Liedes Hypa Hypa von Electric Callboy auf deren EP MMXX - Hypa Hypa Edition beisteuerten. Neumann hatte im Vorjahr bereits an einem Lied auf der MMXX-EP der Band mitgewirkt. Eine Woche später wurde das erste Album nach der Rückkehr von Schultka mit dem Titel Das Album angekündigt. Es ist am 24. September 2021 erschienen.

## Stil
We Butter the Bread with Butter vermischen in ihren Liedern die verschiedensten Stilrichtungen wie zum Beispiel (Melodic) Death Metal, Metalcore und Electro. Marcel Neumann bezeichnet ihren Stil jedoch lieber als „Modern Metalcore“.
Auf dem Album Das Monster aus dem Schrank vertonten die beiden Musiker fast ausschließlich bekannte deutsche Kinderlieder neu (z. B. Alle meine Entchen, Hänschen klein oder Backe, backe Kuchen). WBTBWB wollte nach eigenen Aussagen aus dem zweiten Album jedoch nicht „Das Monster aus dem Schrank. 2“ machen, und so beschlossen sie, eigene Lieder zu schreiben.
Sänger Tobias Schultka verwendete fast nur gutturalen Gesang. Während die Texte der ersten Aufnahmen ganz in Deutsch gehalten sind, finden sich auf dem Album Wieder geil! erstmals auch englische Texte, gesungen von Paul Bartzsch.

## Bandname
Der Bandname „We Butter the Bread with Butter“ entstand, da sie von vielen anderen Bandnamen gelangweilt waren, die oft verhältnismäßig lang waren und düster klangen. Aus diesem Grund wählte man einen Namen, der zwar ähnlich lang ist, jedoch verdeutlicht, dass es sich bei der Band um „supernormale Typen“ handelt, die „Bock auf Musik haben“. Übersetzt bedeutet der Bandname „Wir buttern das Brot mit Butter“ bzw. „Wir schmieren das Brot mit Butter“.

## Bandmitglieder

We Butter the Bread with Butter, live auf dem With Full Force 2018
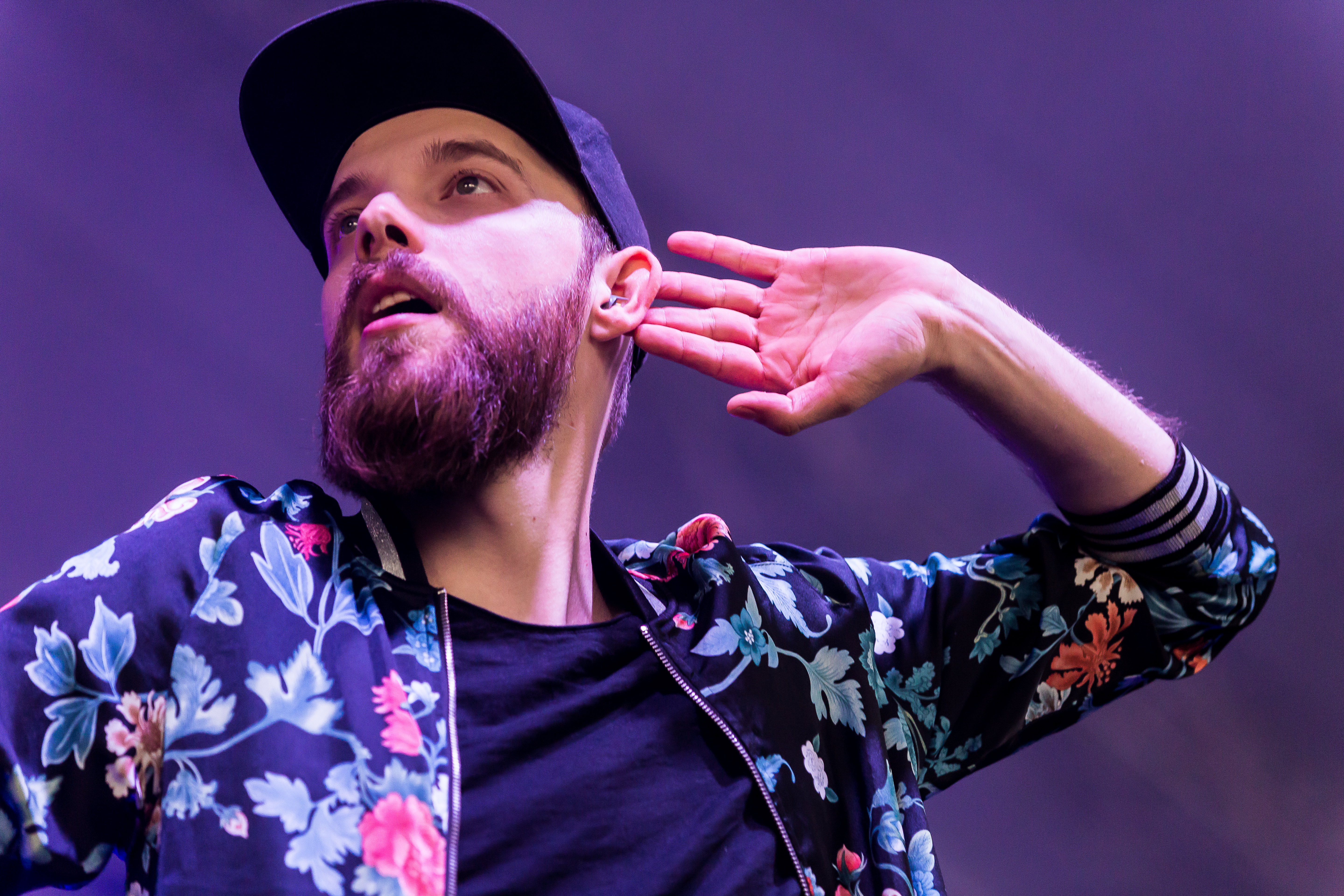
Ex-Sänger Paul Bartzsch
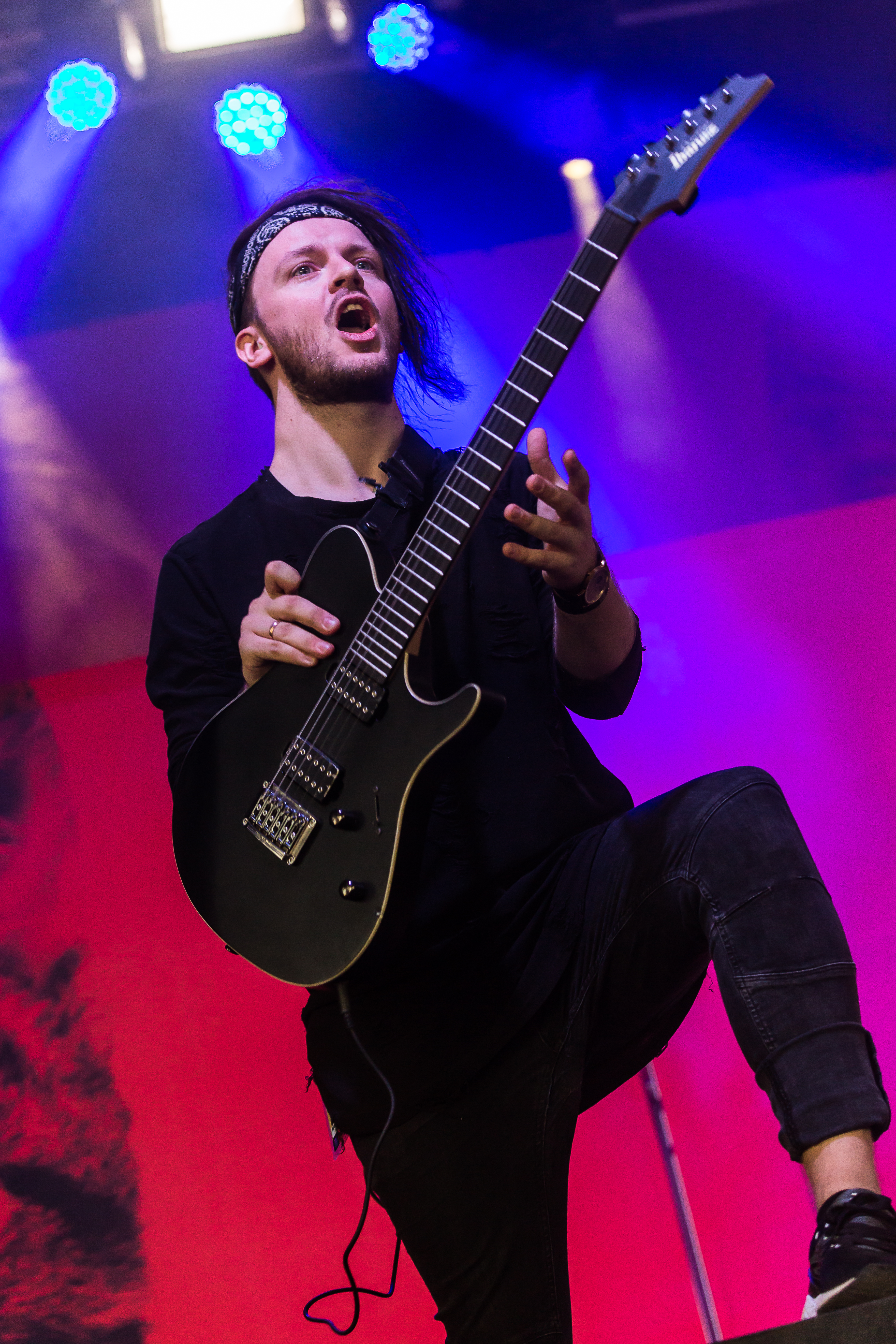
Gitarrist Marcel Neumann
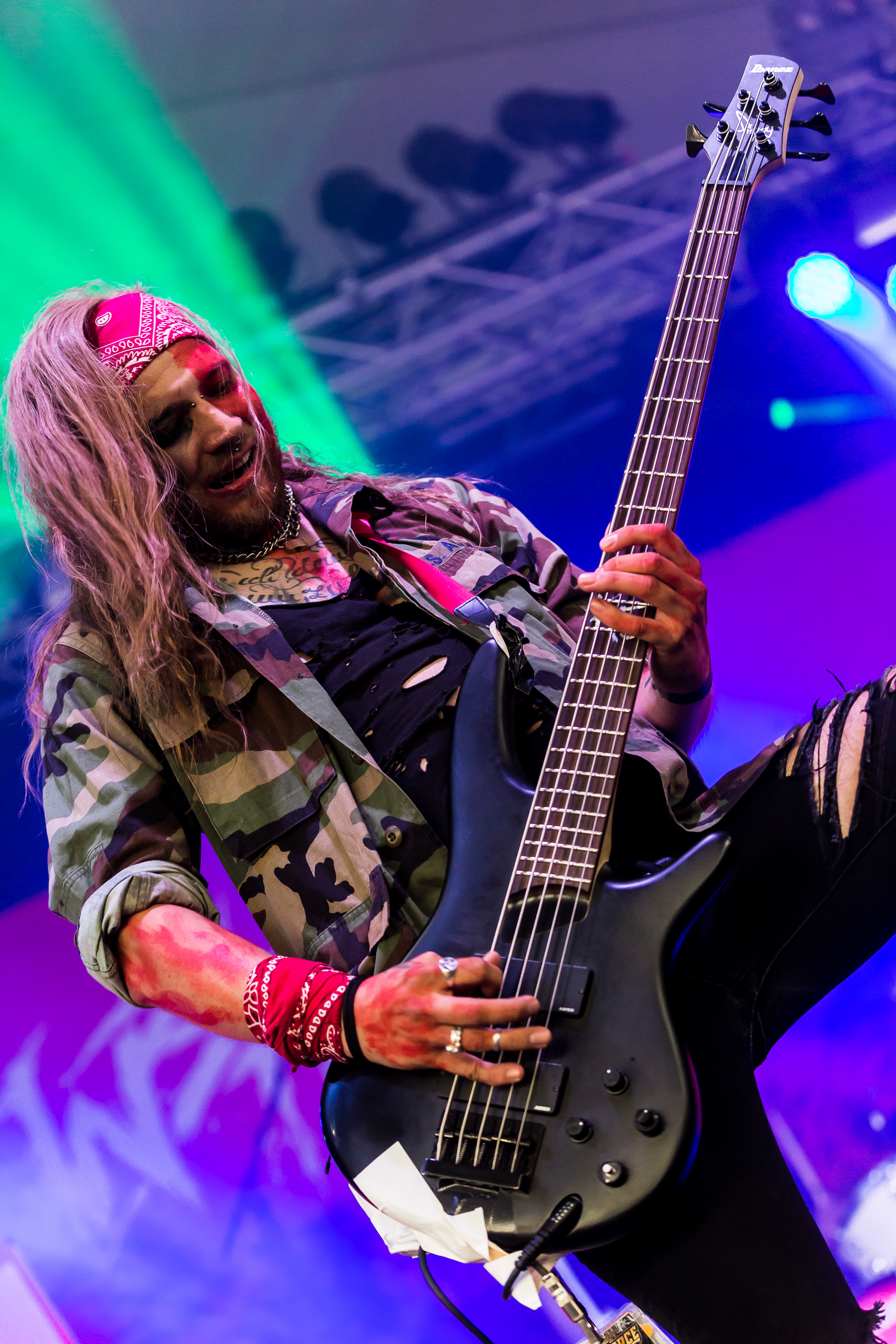
Ex-Bassist Axel Goldmann
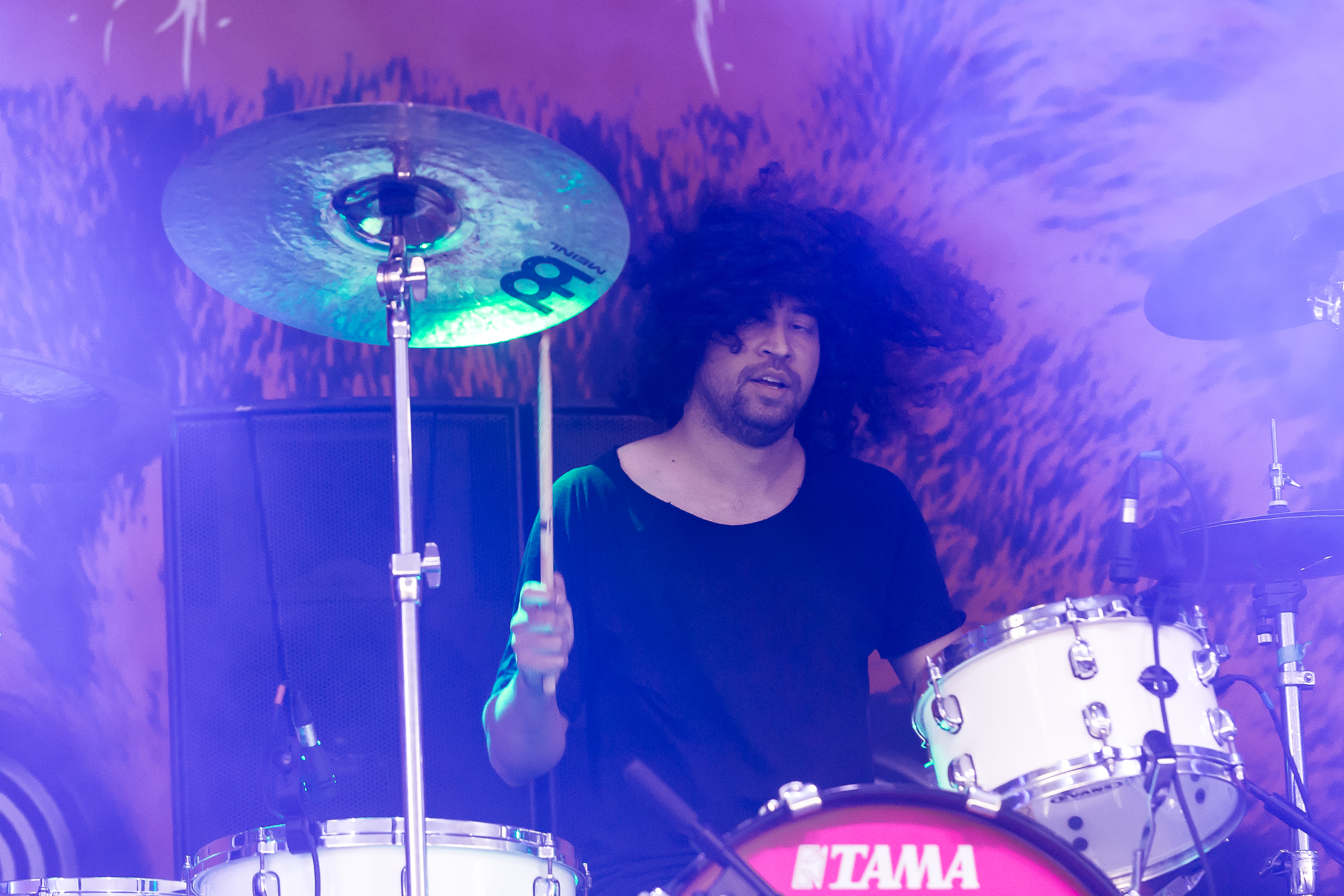
Ex-Schlagzeuger Can Özgünsür

## Diskografie

### Alben
- 2008: Das Monster aus dem Schrank
- 2010: Der Tag an dem die Welt unterging
- 2013: Goldkinder
- 2015: Wieder geil!
- 2021: Das Album

### EPs
- 2012: Projekt Herz EP

### Singles
- 2012: USA
- 2013: Pyroman & Astronaut
- 2013: Alles Was Ich Will
- 2014: Weltmeister
- 2015: Ich mach was mit Medien
- 2015: Bang Bang Bang
- 2015: Berlin! Berlin!
- 2015: Anarchy
- 2017: Klicks. Likes. Fame. Geil!
- 2017: Man's Not Hot (Big-Shaq-Cover)
- 2019: Dreh auf!
- 2021: 20 km/h
- 2021: N!ce